# 鷲沢与四二

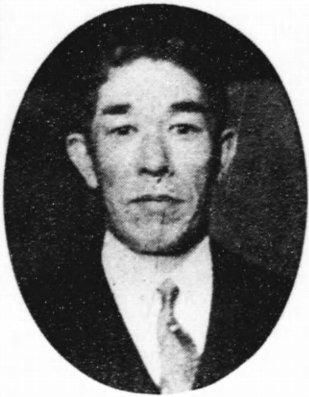
鷲沢与四二

鷲沢 与四二（わしざわ よしじ、1883年（明治16年）8月14日 - 1956年（昭和31年）10月1日）は、衆議院議員（立憲民政党→国民同盟）。ジャーナリスト。実業家。

## 経歴
長野県小県郡上田町（現在の上田市）出身。旧制上田中学（長野県上田高等学校）を経て、1908年（明治41年）、慶應義塾大学政治科を卒業。慶大在学中は野球部監督を務めた。毎日電報社記者、慶應義塾大学講師を務めた後、時事新報社北京特派員として中国に渡る。北京で英字新聞『ノース・チャイナ・スタンダード』を創刊したほか、北京新聞社社長、北京燕塵社社長、時事新報社顧問を務めた。その後、雑誌『ベースボール』を発行し、社長を務めた。
1932年（昭和7年）、第18回衆議院議員総選挙に出馬し、当選を果たした。
また農家救済策としてアンゴラ兎毛業を提唱し、東京アンゴラ株式会社の社長に就任した。その他、東京繊維工業株式会社社長、東京化学産業株式会社社長、東亜繊維株式会社社長、国策新報社社長、東亜商事株式会社社長、日本兎業株式会社監査役などを務めた。
戦後は神奈川県公安委員を務めた。

## 著書
- 『支那開発の根本方策』（生活社、1937年）
- 『アンゴラ飼育と現金収入』（国策新報社、1939年）